# Drugo arabsko obleganje Konstantinopla
Drugo arabsko obleganje Konstantinopla leta 717–718 je bila kombinirana kopenska in pomorska ofenziva muslimanskega arabskega Omajadskega kalifata proti glavnemu mestu Bizantinskega cesarstva. Kampanja je bila vrhunec dvajsetletnih napadov in progresivnega arabskega osvajanja bizantinskih mejnih ozemelj v obdobju, ko so Bizantinsko cesarstvo pretresali dolgotrajni notranji nemiri. Leta 716 so Arabci pod vodstvom Maslame ibn Abd al-Malika po več letih priprav napadli bizantinsko Anatolijo. Arabci so sprva upali, da bodo izkoristili bizantinske notranje spore in s pomočjo generala Leona III. Izavrijca, ki se je dvignil proti cesarju Teodoziju III., podjarmili Bizantinsko cesarstvo, a jih je Leon prevaral in sam zasedel bizantinski prestol.
Po prezimovanju na zahodni obali Anatolije je arabska vojska zgodaj spomladi leta 717 prešla v Trakijo in zgradila več oblegovalnih linij, da bi blokirala mesto, zaščiteno z mogočnim Teodozijevim obzidjem. Arabska flota, ki je spremljala kopensko vojsko in naj bi blokirala mesto z morja, je bila kmalu po prihodu uničena z grškim ognjem. Konstantinoplu so se ponovno odprle pomorske poti, medtem ko so arabsko vojsko v nenavadno ostri zimi, ki je sledila, nažirali lakota in bolezen. Spomladi 718 sta Bizantinci uničili še dve arabski floti, poslani kot okrepitev. V Anatoliji so iz zasede napadli in uničili tudi arabsko vojsko, ki je prihajala na pomoč oblegovalcem. Vse to in napad Bolgarov iz ozadja so Arabce prisilili, da so 15. avgusta 718 obleganje prekinili. Na poti domov so arabsko floto skoraj v celoti uničile naravne nesreče.
Neuspeh obleganja je imel široke posledice. Rešitev Konstantinopla je zagotovila nadaljnje preživetje Bizantinskega cesarstva. Omajadski kalifat je še vedno stalno napadal bizantinska ozemlja, načrte za osvojitev Konstantinopla je opustil. Zgodovinarji menijo, da je bilo obleganje ena od najpomembnejših bitk v zgodovini, saj je uspeh Bizantincev za nekaj stoletij zaustavil prodiranje muslimanov v jugovzhodno Evropo.

## Ozadje
Po prvem arabskem obleganju Konstantinopla (674–678) so Arabci in Bizantinci doživeli obdobje miru. Po letu 680 je bil Omajadski kalifat v viharju druge muslimanske državljanske vojne in posledična bizantinska prevlada na Vzhodu je cesarjem omogočila, da so od omajadske vlade v Damasku iztržili ogromno davka. Leta 692 so Omajadi iz državljanske vojne izšli kot zmagovalci in cesar Justinijan II. (vladal 685–695, 705–711) je obnovil sovražnost s kalifatom. Sledil je niz arabskih zmag, ki so vodile do izgube bizantinske oblasti v Armeniji in kavkaških kneževinah in postopnega vdiranja Arabcev na bizantinska obmejna ozemlja. Generali kalifata, običajno člani omajadske vladarske  družine, so vsako leto izvajali pohode, na katerih so prodirali vedno globlje in osvajali trdnjave in mesta. Po letu 712 je bizantinski obrambni sistem začel kazati znake propada. Obmejne trdnjave so bile večkrat napadene in oplenjene, bizantinski odzivi na napade pa so postajali vse redkejši. K arabskim uspehom je pripomoglo dolgotrajno obdobje notranje nestabilnosti v Bizantinskem cesarstvu, ki je sledilo prvi odstavitvi Justinijana II. leta 695. V tem času se je na bizantinskem prestolu z nasilnimi državnimi udari zamenjalo kar sedem vladarjev. Omajadski kalifat je imel veliko več prebivalcev, zemlje in bogastva kot Bizantinsko cesarstvo in začel groziti z njegovim uničenjem z zavzetjem njegove prestolnice.

## Začetne faze kampanje
Arabski uspehi so ustvarili pogoje za njihov drugi napad na Konstantinopel, ki se je začel že pod kalifom al-Validom I. (vladal 705–715). Po njegovi smrti se je njegov brat in naslednik Sulejman ibn Abd al-Malik (vladal  715–717) lotil priprav s še večjim elanom, po arabskih poročilih zaradi prerokbe, da bo kalif s prerokovim imenom zavzel Konstantinopel. Sulejman (Salomon) je bil edini član družine Omajadov s tem imenom. Po sirskih virih je novi kalif prisegel, "da se ne bo nehal bojevati proti Bizantincem, dokler ne izčrpa vseh svojih virov ali ne zavzame Konstantinopla". Omajadske sile so se pod neposrednim kalifovim vodstvom začele zbirati na ravnici Dabik severno od Alepa. Ker je bil Sulejman preveč bolan, da bi se sam udeležil pohoda, je poveljstvo zaupal svojemu bratu Maslami ibn Abd al-Maliku. Operacije proti Konstantinoplu so se dogajale v času, ko se je Omajadski kalifat neprestano širil na vzhod in zahod. Muslimanske vojske so napredovale v Transoksanijo, Indijo in Vizigotsko kraljestvo kraljestvo na Iberskem polotoku.
Arabske priprave, predvsem gradnja velike flote, niso ostale neopažene. Cesar Anastazij II. (vladal 713–715) je v Damask poslal delegacijo pod vodstvom patricija in mestnega prefekta Daniela Sinopskega, ki naj bi uradno prosila za mir, v resnici pa vohunila. Anastazij se je začel pripravljati na neizogibno obleganje prestolnice. Utrdbe Konstantinopla so popravili in opremili s katapulti in drugim orožjem, medtem ko so v mesto vozili zaloge hrane. Vsi prebivalci, ki niso mogli narediti zaloge hrane za vsaj tri leta, so bili evakuirani iz mesta. Anastazij je okrepil svoje ladjevje in ga v začetku leta 715 poslal proti arabskemu ladjevju, ki je pripluli v Feniks, ki se običajno istoveti z današnjim Finikejem v Likiji, morda tudi s sodobnim Feniksom v Kariji  ali morda v Fenicijo (sodobni Libanon), ki je slovela po cedrovih gozdovih in zato lesu, primernem za gradnjo ladij. Na Rodosu se je bizantinska flota na spodbudo vojakov Opsikijske teme uprla, ubila svojega poveljnika Ivana Diakona in odplula proti severu v Adramitij. Tam je za cesarja razglasila pobiralca davkov Teodozija III. Anastazij se je odpravil v Bitinijo,  da bi se soočil z uporniki, vendar je uporniška flota medtem odplula v Krizopol in od  tam začela napadati Konstantinopel, dokler ji pozno poleti niso odprli vrat simpatizerji v prestolnici. Anastazij se je več mesecev zadrževal v Nikeji, dokler se ni končno strinjal, da odstopi in se upokoji kot menih. Teodozij III., v primarnih virih opisan kot nejevoljen in nesposoben vladar in marioneta opsikijske vojske, je izzval reakcijo strategov drugih tem, zlasti Leona Izavrijca v Anatoliji in Artabazda v Armeniji.
V teh razmerah, skoraj enakih državljanski vojni,  so Arabci začeli svoj skrbno pripravljen pohod. Septembra 715 je predhodnica pod poveljstvom generala Sulejmana ibn Muada skozi Kilikijo vkorakala v Anatolijo in mimogrede  zavzela strateško trdnjavo Lulon in nato prezimila na  neznani lokaciji blizu zahodnega izhoda Kilikijskih vrat. V začetku leta 716 je Sulejmanova vojska nadaljevala pot v osrednjo Anatolijo. Omajadsko ladjevje pod Omarjem ibn Hubajro je križarilo vzdolž kilikijske obale, medtem ko je Maslama ibn Abd al-Malik z glavnino vojske v Siriji čakal na razvoj dogodkov.
Arabci so upali, da jim bo neenotnost Bizantincev koristila in  Maslama je vzpostavil stik z Leonom Izavrijcem. Leon naj bi mu ponudil, da postane vazal kalifata, vendar je bizantinski general nameraval izkoristiti Arabce za svoje namene. Po drugi strani je Maslama podpiral Leona v upanju, da bo povečal zmedo in oslabil cesarstvo ter olajšal Arabcem  zavzeti Konstantinopel.
Sulejmanov prvi cilj je bila strateško pomembna trdnjava Amorij v Frigiji, ki so jo Arabci nameravali uporabiti kot oporišče med naslednjo zimo. Amorij je v nemiru državljanske vojne ostal brez obrambe in bi zlahka padel, vendar so se Arabci odločili okrepiti Leonov položaj kot protiutež Teodoziju. Mestu so ponudili mirno predajo pod pogojem, da prebivalci priznajo Leona za cesarja. Trdnjava je kapitulirala, vendar ni odprla vrat Arabcem, in Leon se je začel sam pogajati z mestno garnizijo 800 mož. Arabska vojska se je umaknila zaradi pomanjkanjem zalog, Leon pa je po neuspešnih pogajanjih pobegnil v Pizidijo in bil poleti ob podpori Artabazda razglašen za bizantinskega cesarja, s čimer je odkrito izzval Teodozija.
Leonov uspeh v Amoriju je bil na srečo pravočasen, saj je Maslama z glavnino arabske vojske medtem prečkal gorovje Taurus in korakal naravnost proti Amoriju. Ker  arabski general ni prejel novic o Leonovi dvoličnosti, ni opustošil ozemelj, skozi katera je korakal. Za guvernerje armenskih in anatolskih tem je še vedno verjel, da so njegovi zavezniki. Ko se je srečal s Sulejmanovo umikajočo se vojsko in izvedel, kaj se je zgodilo, je Maslama spremenil smer in napadel Afion in od tam odkorakal na zahodno obalo Anatolije, kjer je prezimil. Na poti je oplenil Sarde in Pergamon. Arabsko ladjevje je prezimilo v Kilikiji. Leon je medtem začel svoj pohod na Konstantinopel. Zavzel je Nikomedijo, kjer je med uradniki našel in ujel Teodozijevega sina, in nato  odkorakal v Krizopol. Spomladi 717 je po kratkih pogajanjih dosegel Teodozijev odstop in svoje priznanje za cesarja ter 25. marca vstopil v prestolnico. Teodoziju in njegovemu sinu je bilo dovoljeno, da sta se kot meniha umaknila v samostan, medtem ko je bil Artabazd povišan v položaj kuropalata in dobil za ženo Leonovo hčerko Ano.

## Nasprotne sile
Arabci so se od vsega začetka pripravljali na velik napad na Konstantinopel. Sirska Zukninska kronika iz poznega 8. stoletja poroča, da je bilo Arabcev "nešteto", medtem ko sirski kronist Mihael Sirijec iz 12. stoletja omenja precej napihnjenih 200.000 mož in 5.000 ladij. Arabski pisec al-Masudi iz 10. stoletja omenja 120.000 vojakov, poročilo Teofana Spovednika pa 1800 ladij. Zaloge  so bile nakopičene za več let vojskovanja, vključno z oblegovalnimi stroji in zažigalnimi snovmi (nafta). Oskrbovalne enote  naj bi štelo 12.000 mož, 6.000 kamel in 6.000 oslov. Po navedbah zgodovinarja Bara Hebraeusa iz 13. stoletja je bilo med vojaki 30.000 prostovoljcev (mutawa) za sveto vojno (džihad). Moč Bizantincev je popolnoma neznana, vendar verjetno ni presegla 15.000 mož. Napadalci so bili vsekakor precej številčnejši od branilcev. Po Treadgoldu je arabska vojska morda številčno presegla celotno bizantinsko vojsko.
Podrobna sestava arabskih sil je malo znana, vendar se zdi, da so jo sestavljali in vodili večinoma Sirci in Džazirci iz elite ahl al-Sham (Ljudstvo Sirije), glavnega stebra omajadskega režima, in veterani bojev proti Bizantincem. Teofan in Agapij iz Hierapolisa poleg Maslame kot vrhovnega poveljnika omenjata tudi njegove namestnike Omarja ibn Hubajra, Sulejmana ibn Muada in Baktarija ibn al-Hasana. Kasnejši Kitab al-'Uyun namesto Baktarija omenja Abdalaha al-Batala. 
Čeprav je obleganje Konstantinopla porabilo velik del delovne sile in sredstev kalifata,  je bil med obleganjem še vedno sposoben napadati bizantinsko mejo v vzhodni Anatoliji. Leta 717 je sin kalifa Sulejmana Daud zavzel trdnjavo blizu Melitene, naslednje leto pa je bizantinsko mejo napadel Amr ibn Kais.
Na bizantinski strani so bile priprave Anastazija II. po njegovi odstavitvi morda zapostavljene. Bizantinci so lahko računali na pomoč bolgarskega vladarja Tervela, s katerim je Leon sklenil sporazum, ki je morda vključeval  zavezništvo proti Arabcem.

## Obleganje
V začetku poletja je Maslama svojemu ladjevju ukazal, naj se mu pridruži. S svojo vojsko je prečkal Helespont (Dardanele) in pri Abidosu  vdrl na polotok Galipoli. Arabci so začeli svoj pohod na Konstantinopel s pustošenjem podeželja, nabiranjem zalog  in plenjenjem mest, na katera so naleteli. Sredi julija ali sredi avgusta je arabska vojska dosegla Konstantinopel in ga popolnoma izolirala na kopnem, tako da je zgradila dvojni kamnit oblegovalni zid. Eden je bil obrnjen proti mestu in eden proti tračanskemu podeželju. Vojska je taborila med obzidjema. Po arabskih virih je na tej točki Leon ponudil odkupnino s plačilom enega zlatnika za vsakega prebivalca. Maslama mu je odgovoril, da s poraženci ne more sklepati miru in da je arabska garnizija Konstantinopla že izbrana.
Arabsko ladjevje pod poveljstvom Sulejmana, ki ga srednjeveški viri pogosto zamenjujejo s samim kalifom, je priplulo 1. septembra in se zasidralo blizu Hebdomona (zdaj Bakırköy) južno od Konstantinopla. Dva dni pozneje je Sulejman s svojo floto odplul v Bospor in ladje zasidral v evropskih in azijskih predmestjih Konstantinopla, s čimer je presekal komunikacijo bizantinske prestolnice s Črnim morjem. Ko je mimo mesta priplula zaledna arabska flota dvajsetih težkih ladij z 2000 marinci, je veter odnesel ladje proti mestnemu obzidju, kjer jih je bizantinska eskadra napadla z grškim ognjem. Teofan je poročal, da so nekatere ladje potonile z vsemi možmi vred, drugim pa je uspelo  odpluli do Prinčevskih otokov Okseja in Plateja. Zmaga je opogumila Bizantince in potrla Arabce, ki so po Teofanu nameravali ponoči pripluti do obzidja in se z ladij povzpeti nanj. Iste noči je Leon napel verigo med mestom in Galato ter zaprl vhod v Zlati rog. Arabsko ladjevje se ni želelo spopasti z Bizantinci in se je umaknilo v varno pristanišče Sostenion severneje na evropski obali Bosporja.
Arabska vojska je bila dobro preskrbljena. Arabski poročila poročajo o ogromnih zalogah, nakopičenih v njihovem taboru. S seboj so imeli celo pšenico za setev in žetev naslednje leto. Neuspeh arabske mornarice pri blokadi mesta je pomenil, da so se lahko Bizantinci oskrbovali po morju. Na drugi strani  je arabska vojska med svojim pohodom opustošila trakijsko podeželje, kjer ni več mogla dobiti hrane. Arabsko ladjevje in arabska vojska na azijski strani Bosporja sta lahko oblegovalce le omejeno oskrbovala.
Ko se je obleganje prevesilo v zimo, so se med sprtima stranema začela pogajanja, o katerih arabski viri obširno poročajo, bizantinski zgodovinarji pa o njih molčijo. Po arabskih poročilih je Leon še naprej igral dvojno igro z Arabci. Ena od različic trdi, da je prevaral Maslamo, da mu je izročil večino svojih zalog žita, druga pa trdi, da je arabskega generala prepričal,  naj zažge vse zaloge, da bi prebivalcem mesta pokazal, da so pred neizbežnim napadom in jih spodbudil k predaji. Zima leta 718 je bila izjemno ostra. Sneg je pokrival tla več kot tri mesece. Ko je v arabskem taboru zmanjkalo zalog, je izbruhnila strašna lakota. Vojaki so jedli svoje konje, kamele in drugo živino in zatem vse, kar  je bilo vsaj malo užitno. Na poljih, ki so jih posejali v jeseni, so odstranjevali sneg, da bi pojedli zelene poganjke. Govorilo se je tudi o kanibalizmu. Posledično so izčrpano arabsko vojsko začele pustošiti tudi bolezni. Langobardski zgodovinar Pavel Diakon je z velikim pretiravanjem ocenil število mrtvih zaradi lakote in bolezni na 300.000 mož.
Zdelo se je, da se bodo arabske razmere izboljšale spomladi, ko je novi kalif Omar II. (vladal 717–720) poslal dve floti na pomoč oblegovalcem. V njima je bilo 400 ladij iz Egipta pod poveljnikom Sufjanom in 360 ladij iz Afrike pod Izidom, natovorjenih z zalogami in orožjem. Istočasno se je na pomoč oblegovalcem skozi Anatolijo odpravila nova kopenska vojska. Po prihodu se je ena flota zasidrala na azijski obali Bosporja, druga pa v Nikomedijskem zalivu. Večino posadk arabskih flot so sestavljali krščanski Egipčani, ki so po prihodu začeli dezertirati k Bizantincem. Leon, ki so ga Egipčani obvestili o prihodu in razporeditvi arabskih okrepitev, jih je napadel s svojo floto. Arabske ladje, prizadete zaradi prebegov posadk in nemočne pred grškim ognjem, so bile uničene ali ujete skupaj z orožjem in zalogami, ki so jih prevažale. Konstantinopel je bil zdaj varen pred napadom z morja. Bizantinci so v okolici Sofona južno od Nikomedije prestregli tudi kopensko vojsko poveljnika Marsadana, ki je prihajala na pomoč oblegancem, in jo uničili.
Konstantinopel je bilo zdaj mogoče neovirano oskrbovati z morja. Na delo so se vrnili celo mestni ribiči, saj arabsko ladjevje ni več plulo. Arabci so še vedno trpeli zaradi lakote in kuge, izgubili pa so tudi veliko bitko proti Bolgarom, v kateri je po Teofanu padlo 22.000 mož. Viri v podrobnostih različno opisujejo sodelovanje Bolgarov z obleganimi Bizantinci. Teofan in al-Tabari poročata, da so Bolgari napadli arabski tabor, verjetno zaradi sporazuma z Leonom, medtem ko naj bi po Sirski kroniki iz leta 846 Arabci vdrli na bolgarsko ozemlje in iskali živež. Mihael Sirski po drugi strani omenja, da so Bolgari sodelovali pri obleganju od samega začetka  z napadi na Arabce, ko so korakali skozi Trakijo proti Konstantinoplu, in nato z napadi na njihov tabor. Po nekaterih sodobnih interpretacijah primarnih virov je bila prva bolgarska zmaga morda dosežena proti ločeni arabski vojski pod vodstvom Ukhajde, ki je prodrla vse do Stare Zagore, čemur je sledil napad na Arabce v Trakiji. Bolgari so ves čas obleganja nadlegovali arabske tabore.
Obleganje očitno ni uspelo in kalif Omar je Maslami poslal ukaz, naj se umakne. Po trinajstih mesecih obleganja so 15. avgusta 718 Arabci odšli. Datum je sovpadal s praznikom Marijinega vnebovzetja in prav njej so Bizantinci pripisali svojo zmago. Umikajočih se Arabcev ob vrnitvi niso ovirali ali napadli. Njihova flota je izgubila več ladij v neurju v Marmarskem morju, nekaj ladij je zažgal pepel iz vulkana Santorini, nekaj preživelih pa so ujeli Bizantinci. Teofan trdi, da se je v Sirijo vrnilo samo pet ladij.  Arabski viri trdijo, da je med kampanjo umrlo 150.000 muslimanov. Številka je po mnenju  bizantinista Johna Haldona zagotovo prenapihnjena, vendar kaže na ogromnost katastrofe v očeh srednjega veka.

## Posledice
Neuspeh odprave je oslabil omajadsko državo.  Finančna obremenitev za opremljanje in vzdrževanje ekspedicije je povzročila  nevarno nasprotovanje režimu. Uničenje sirske flote in kopenske vojske ob konstantinopelskem obzidju je režimu odvzelo glavno podlago njegove moči. Udarec na moč kalifata je bil hud in čeprav je kopenska vojska utrpela sorazmerno manj izgub kot mornarica, je Omar razmišljal o prekinitvi osvajanj Hispanije in Transoksanije, pa tudi o popolnem umiku iz Kilikije in drugih  bizantinskih ozemelj, ki so jih Arabci zavzeli v prejšnjih letih. Čeprav so kalifa njegovi svetovalci odvrnili od tako drastičnih dejanj, je umaknil večino arabskih garnizij iz bizantinskih mejnih območij, ki so jih zasedli pred obleganjem. V Kilikiji je samo Mopsuestija ostala v arabskih rokah kot obrambni branik za zaščito Antiohije. Bizantinci so za nekaj časa celo pridobili nekaj ozemlja v zahodni Armeniji. Leta 719 je bizantinsko ladjevje napadlo sirsko obalo in požgalo pristanišče Laodikeja, leta 720 ali 721 pa so Bizantinci napadli in oplenili Tinis v Egiptu. Leon je obnovil tudi oblast na Siciliji, kjer so novice o arabskem obleganju Konstantinopla in pričakovanja padca mesta lokalnega guvernerja spodbudile, da se je razglasil za cesarja Bazilija Onomagoula. V tem času se je končala bizantinska oblast nad Sardinijo in Korziko.
Bizantinci niso izkoristiti svojega uspeha za lastne napade na Arabce. Leta 720, po dveh letih premora, so se arabski napadi na Bizantinsko cesarstvo nadaljevali, čeprav sedaj niso bili več usmerjeni v osvajanje, ampak bolj v plenjenje. Arabski napadi so se v naslednjih dveh desetletjih spet okrepili, vse do velike bizantinske zmage v bitki pri Akronionu leta 740. Z vojaškimi porazi prerazširjenega kalifata na drugih frontah  in notranjo nestabilnostjo, ki je dosegla vrh v abasidski revoluciji, se je obdobje arabske širitve končalo.

## Zgodovinska ocena in vpliv
Drugo arabsko obleganje Konstantinopla je bilo za Bizantinsko cesarstvo veliko bolj nevarno kot prvo, saj so Arabci, za razliko od ohlapne blokade v letih 674–678, napadli neposredno v dobro načrtovanem napadu s kopnega in morja. Kalifat si je prizadeval, da bi  Bizantinskemu cesarstvu "odrezal glavo", potem pa bi brez težav osvojil preostale pokrajine, zlasti tiste v Aziji. Vzroki za arabski neuspeh so bili v glavnem logistični, saj so delovali predaleč od svojih sirskih baz. Pomembno vlogo na nasprotni strani so igrali superiornost bizantinske mornarice z uporabo grškega ognja, konstantinopelske utrdbe in pogajalske in prevarantske spretnosti Leona III.
Neuspeh arabskega obleganja je privedel do globoke spremembe narave vojskovanja med Bizancem in kalifatom. Muslimanski cilj osvojitve Konstantinopla  je bil opuščen, meja med obema imperijema pa se je stabilizirala vzdolž gorovij Taurus in Antitaurusa. Ob meji sta se nasprotnika še vedno spopadala. V tem nenehnem obmejnem vojskovanju so obmejna mesta in trdnjave pogosto menjavali svoje gospodarje, splošni oris meje pa je ostal nespremenjen več kot dve stoletji do osvajanj Bizantinskega cesarstva v 10. stoletju. Vzhodne flote kalifata so več stoletij životarile. Izjema so bile afriške flote, ki so redno napadale bizantinsko Sicilijo, dokler niso po letu 752 tudi one popustile. Z izjemo abasidske vojske pod vodstvom Haruna al-Rašida, ki je leta 782 prodrla  do Krizopola, nobena druga arabska vojska ni nikoli več prišla v bližino bizantinske prestolnice. Posledično so napadi na muslimanski strani sčasoma pridobili skoraj obredni značaj in bili cenjeni predvsem kot prikaz nadaljevanja džihada pod pokroviteljstvom kalifa kot vrhovnega voditelja muslimanske skupnosti.
Rezultat obleganja je imel velika makrozgodovinski pomen. Preživetje bizantinske prestolnice je ohranilo cesarstvo kot branik proti islamski širitvi v Evropo do 15. stoletja, ko so Konstantinopel osvojili Osmanski Turki. Uspešna obramba Konstantinopla in zmaga v bitki pri Toursu leta 732 sta bili ključnega pomena za zaustavitev širjenja muslimanov v Evropo.  Posledično vojaški zgodovinarji pogosto vključujejo obleganje na sezname "odločilnih bitk" v svetovni zgodovini.

## Kulturni vpliv
Med Arabci je obleganje Konstantinopla 717–718 postalo njihov najbolj znan pohod proti Bizantinskemu cesarstvu. Ohranjenih je več sodobnih poročil. Večina poročil je bila sestavljena pozneje in so napol izmišljena in protislovna. V njih se je poraz spremenil v zmago: Maslama se je vrnil domov šele potem, ko je na svojem konju v spremstvu tridesetih jezdecev simbolično vstopil v bizantinsko prestolnico, kjer ga je Leon častno sprejel in odpeljal do Hagije Sofije. Potem ko se je Leon poklonil Maslami in obljubil, da mu bo plačeval davek, so Maslama in njegovi vojaki,  30.000 od prvotnih 80.000, ki so se odpravili proti Konstantinoplu, odšli v Sirijo.
Zgodbe o obleganju so vplivale na podobne epizode v arabski epski literaturi. Obleganje Konstantinopla se najde v zgodbi o Omarju bin al-Numanu in njegovih sinovih v Tisoč in eni noči, medtem ko se tako Maslama kot kalif Sulejman pojavita v zgodbi Sto ena noč iz Magreba. Poveljnik Maslamove telesne straže Abdalah al-Batal je zaradi svojih podvigov v arabskih napadih na mesto v naslednjih desetletjih postal slavna osebnost v arabski in turški poeziji kot Batal Gazi. Izmišljena različica obleganja 717–718 je tudi v epu Delhema iz 10. stoletja, povezanem s ciklom o Batalu.
Poznejše muslimansko in bizantinsko izročilo sta Maslami pripisovala tudi gradnjo prve konstantinopelske mošeje v bližini mestnega pretorijata. V resnici je bila mošeja v bližini pretorijata zgrajena verjetno  okoli leta 860 kot rezultat obiska arabske delegacije tega leta. Osmansko izročilo je Maslami pripisalo tudi gradnjo mošeje Arap,  ki se nahaja zunaj ožjega Konstantinopla v četrti Galata. Gradnja je pomotoma datirana v obdobje okoli leta 686 in je verjetno pomešana s prvim arabskim obleganjem Konstantinopla v 670. letih. Prehod arabske vojske je pustil sledi tudi v Abidosu, kjer sta bila še v 10. stoletju znana Maslamov vodnjak in njemu pripisana mošeja.
Sčasoma, po ponavljajočih se neuspehih pred Konstantinoplom in žilavi odpornosti bizantinske države, so muslimani začeli napovedovati padec Konstantinopla v daljni prihodnosti. Tako je padec mesta v islamski eshatologiji veljal za enega od znamenj prihoda zadnjih dni človeka in sveta. Obleganje je postalo motiv tudi v bizantinski apokaliptični literaturi, pri čemer so odločilne končne bitke proti Arabcem pred obzidjem Konstantinopla predstavljene v zgodnjem grškem prevodu Sirske apokalipse Psevdo-Metodija in Danielove Apokalipse iz zgodnjega 8. stoletja. Obe deli sta bili napisani približno v času obleganja ali stoletje pozneje.